# Brug 444
Brug 444 is een kunstwerk in Amsterdam-Noord.
Het is een viaduct in de Cornelis Douwesweg die voert over een fietspad van de Meteorensingel. De Cornelis Douwesweg was in de late jaren zestig in Amsterdam-Noord de aan- en afvoerweg naar het circuit ten noorden van de Coentunnel. Die functie zou pas vervallen na de totstandkoming van de Ringweg Noord. Het viaduct is circa 24 meter breed, twee rijwegen met daartussen een berm. De onderdoorgang is twaalf meter breed verdeeld tussen voetpaden in beide richtingen en een fietspad.
De ontwerper van het viaduct is niet bekend. Rijkswaterstaat heeft het merendeel van de kunstwerken in de Rijksweg 10 ontworpen en laten aanleggen en dat is waarschijnlijk ook met dit viaduct het geval, maar het zou ook de Dienst der Publieke Werken van Amsterdam geweest kunnen zijn. Ze heeft de standaardkleuren van Amsterdamse bruggen uit die tijd, wit en blauw.

## Pamfletkunst
Op een van de tunnelwanden zijn portretten te zien van vluchtelingen die ongedocumenteerd ofwel papierloos in Nederland asiel hebben aangevraagd. Het portret werd eerst als houtgravure door kunstenaars vastgelegd en vervolgens op papier afgedrukt. Er ontstond zo Een papieren monument voor de papierlozen. De kunstenaar Domenique Himmelsbach de Vries refereerde hiermee aan de geschiedenis van de houtgravure in de sociale strijd met voorgangers als Frans Masereel en Käthe Kollwitz en de We Are Here-groep. De portretten werden door wildplakkers op een aantal plekken in de Randstad aangebracht, zo ook hier in Amsterdam-Noord.

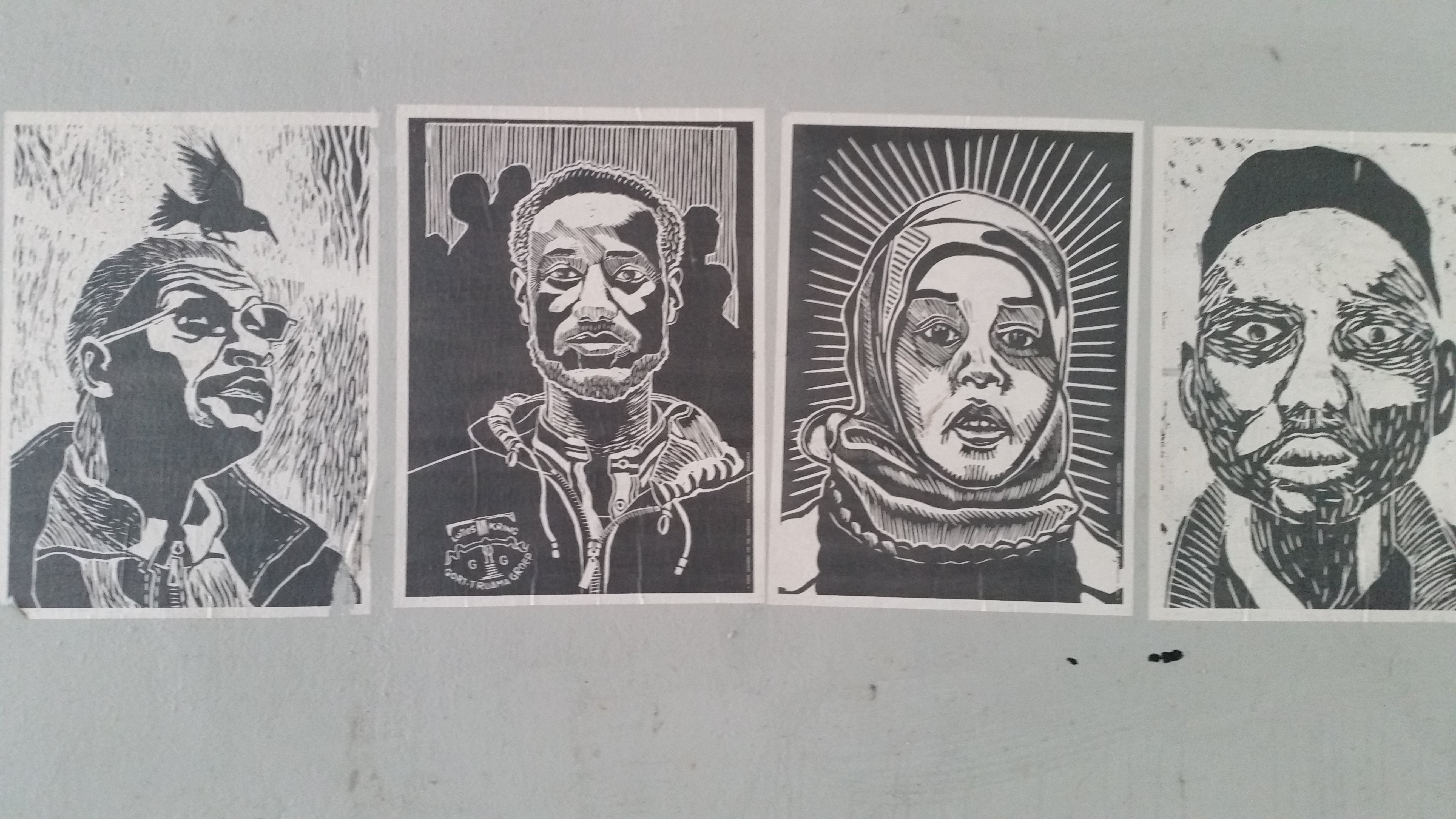
Een papieren monument (september 2018)
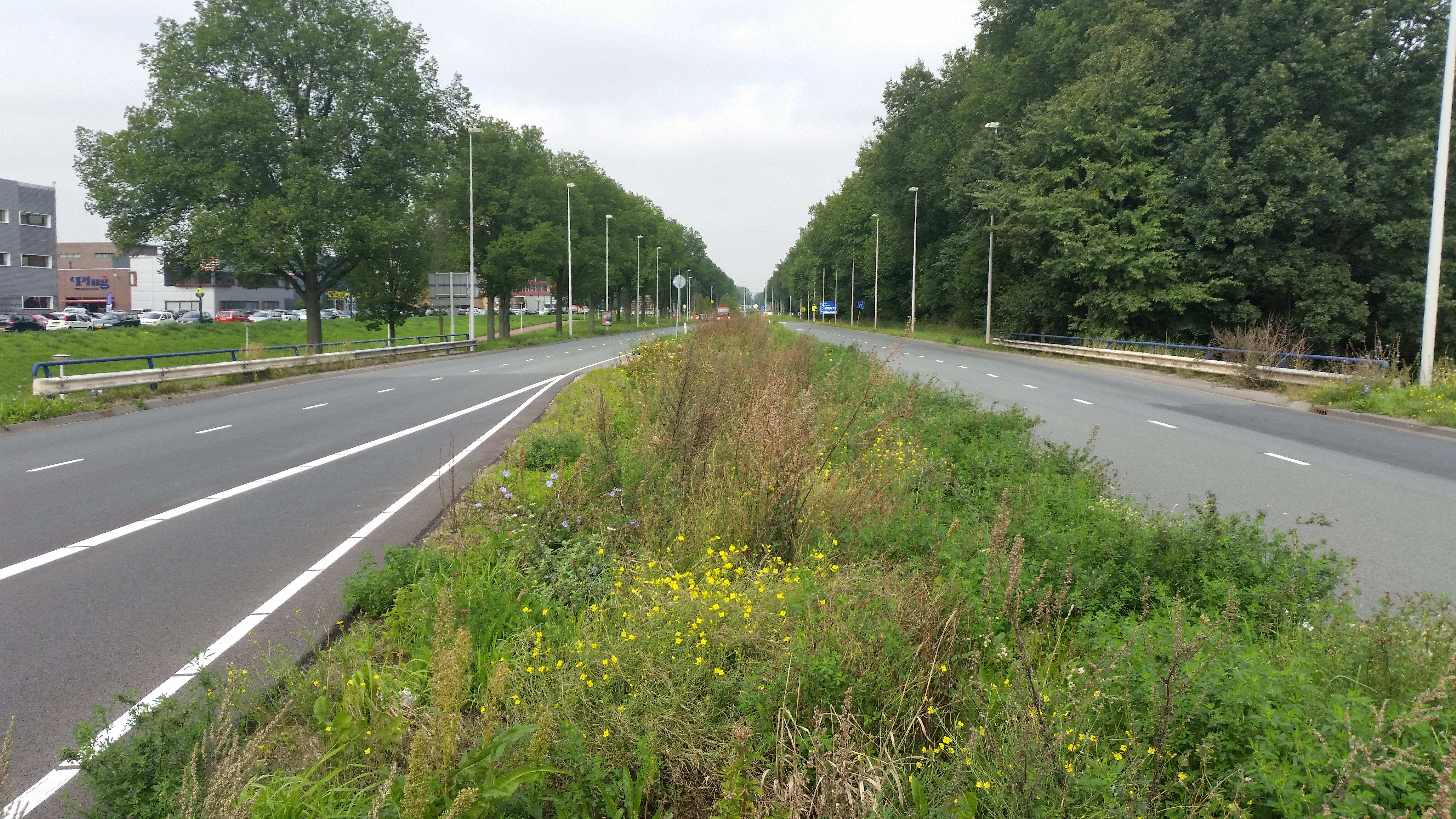
Overzicht Cornelis Douwesweg (september 2018)

<<< · 400 · 401 · 402 · 403 · 404 · 405 · 406 · 407 · 408 · 409 · 410 · 411 · 413 · 414 · 415 · 416 · 417 · 418 · 419 · 420 · 421 · 422 · 423 · 424 · 425 · 427 · 429 · 430 · 431 · 432 · 433 · 434 · 435 · 436 · 437 · 438 · 439 · 440 · 441 · 442 · 443 · 444 · 445 · 446 · 447 · 448 · 449 · 450 · 451 · 452 · 453 · 454 · 455 · 456 · 457 · 458 · 459 · 460 · 461 · 462 · 463 · 464 · 465 · 466 · 469 · 470 · 471 · 472 · 473 · 474 · 475 · 476 · 478 · 479 · 480 · 482 · 483 · 485 · 486 · 487 · 488 · 489 · 490 · 491 · 492 · 493 · 494 · 495 · 496 · 497 · 499 · >>>
Brugnummers 412, 426, 428, 467, 468, 477, 481, 484 en 498 zijn niet (meer) vergeven.